# پریسیلا گاریتا
پریسیلا گاریتا (انگلیسی: Priscilla Garita؛ زادهٔ ۱۴ مارس ۱۹۶۸) یک هنرپیشه اهل ایالات متحده آمریکا است. وی از سال ۱۹۹۳ میلادی تاکنون مشغول فعالیت بوده‌است.

## بخشی از فیلمشناسی
از فیلم‌ها یا برنامه‌های تلویزیونی که وی در آن نقش داشته‌است می‌توان به آثار زیر اشاره کرد.
- سانست بیچ (۱۹۹۹-۱۹۹۷)
- افسون‌شده (۲۰۰۵)
- سی‌اس‌آی: میامی (۲۰۱۱)
- کسل (مجموعه تلویزیونی) (۲۰۱۱)
- توطئه‌آمیز: قسمت ۲ (۲۰۱۳)
- ری داناوان (۲۰۱۷)